# Landet bortom bergen
Landet bortom bergen (originaltitel: Bend of the River) är en amerikansk western-film från 1952 med James Stewart, Arthur Kennedy, Julie Adams och Rock Hudson i rollerna. Filmen regisserades av Anthony Mann.

## Handling
Två före detta brottslingar, Glyn McLyntock (James Stewart) och hans vän Cole (Arthur Kennedy) leder en grupp nybyggare från Missouri till Oregon. De slår sig ner, men en last med mat som de behöver för att överleva verkar aldrig dyka upp. De återvänder till stället de köpte maten från - det visar sig att guldrushen lett till att värdet på förnödenheterna skjutit i höjden, och han som de köpte dem av vill inte skicka iväg maten nu. De tar förnödenheterna med list och ger sig tillbaka till nybyggarna, men de blir förföljda. Frågan är nu, kan Glyn verkligen lita på Cole?

## Om filmen
Detta var den andra filmen av totalt fem western-filmer som James Stewart spelade in med regissören Anthony Mann.

## Rollista (i urval)
- James Stewart
- Arthur Kennedy
- Julie Adams
- Rock Hudson
- Lori Nelson
- Jay C. Flippen
- Chubby Johnson
- Harry Morgan